# گل‌های هریسون
گل‌های هریسون (به انگلیسی Harrison's Flowers) فیلمی ساخته الی شوراکی کارگردان فرانسوی در سال ۲۰۰۰ میلادی است.

## بازیگران
| بازیگر         | نقش            |
| -------------- | -------------- |
| اندی مک‌داول    | سارا لوید      |
| الیاس کوتیاس   | یاگر پولاک     |
| برندن گلیسون   | مارک استیونسون |
| آدریان برودی   | کایلی موریس    |
| دیوید استراترن | هریسون لوید    |
| الون آرمسترانگ | ساموئل بروبک   |

## جزئیات
- ژانر: درام، جنگ
- رنگ: رنگی
- صدا: دالبی دیجیتال

## موضوع فیلم
گل‌های هریسون که بر اساس رمانی به همین نام از ایزابل اِلسن ساخته شده‌است. داستان عشق سارا به همسرش هریسون است. و نیز گزارشی است تکان دهنده از وضعیت بالکان در سال ۱۹۹۱ یعنی زمانی که یوگسلاوی سابق در آتش جنگی جنون‌آمیز و دهشتناک می‌سوخت.
همان‌طور که در ابتدای فیلم یاگر پولاک از دید یک عکاس جنگ می‌گوید: کار ما در رابطه با زشتی هاست، در رابطه با حماقت و ماهیت انسان، فیلم نیز سعی در به تصویر کشیدن چگونگی یک نسل‌کشی و زیر پا نهادن انسانیت در زمان جنگ دارد.

## جوایز

### جشنواره سن سباستینسال ۲۰۰۰
برنده: بهترین فیلمبرداری، نیکولا پکورینی

برنده: جایزه CEC برای بهترین فیلم، الی شوارکی

برنده: جایزه OCIC (انجمن جهانی فیلم کاتولیک)، الی شوراکی

نامزد: صدف طلایی سن سباستین، الی شوراکی

## خلاصه فیلم
هریسون لوید از عکاسان موفق مجله نیوزویک است. او که از عکاسی از صحنه‌های جنگ و درگیری خسته شده درخواست بازنشستگی می‌کند ولی ساموئل از او می‌خواهد که بازنشستگی اش را به بعد از مأموریتی در یوگسلاوی (جنگ داخلی یوگسلاوی ۱۹۹۵–۱۹۹۱) موکول کند. هریسون علی‌رغم میل باطنی اش می‌پذیرد و به یوگسلاوی می‌رود. از کرواسی گزارشی می‌رسد مبنی بر کشته شدن هریسون این در حالیست که کسی جسد او را ندیده. سارا (همسر هریسون) باور نمی‌کند که همسرش کشته شده باشد، از اینرو شخصاً به کرواسی می‌رود تا هریسون را پیدا کند. سارا در آنجا با دوست و همکارش کایلی ملاقات می‌کند. تمام سعی کایلی برای بازگرداندن سارا بی‌فایده است و کایلی در نتیجه عشقی قدیمی به سارا تصمیم می‌گیرد تا در یافتن هریسون همراه سارا به شهر جنگ زده وکووار برود. مارک استیونسون عکاس هم آندو را همراهی می‌کند. در بین راه یاگر پولاک (همکار هریسون) که خودرا به کرواسی رسانده مجدداً سعی می‌کند سارا را متقاعد به بازگشت کند ولی بازهم بی‌فایده است و او نیز با آن‌ها همراه می‌شود. وقتی که این چهار نفر به وکووار می‌رسند نیروهای صرب در حال قتل‌عام مردم بی دفاع شهر هستند. در میانهٔ درگیری کایلی کشته می‌شود. سارا، هریسون را در وضعیت بد روحی در بیمارستان مرکزی وکووار پیدا می‌کند و او را با خود به آمریکا می‌آورد.

## توضیحات
در جای جای فیلم شاهد روایت تجربیات شخصی کاراکترها از زبان خودشان و به شکل اول شخص هستیم که به نزدیک شدن فضای فیلم به گزارشی از صحنه‌های نبرد کمک فراوانی کرده‌است.